# طاق‌باز

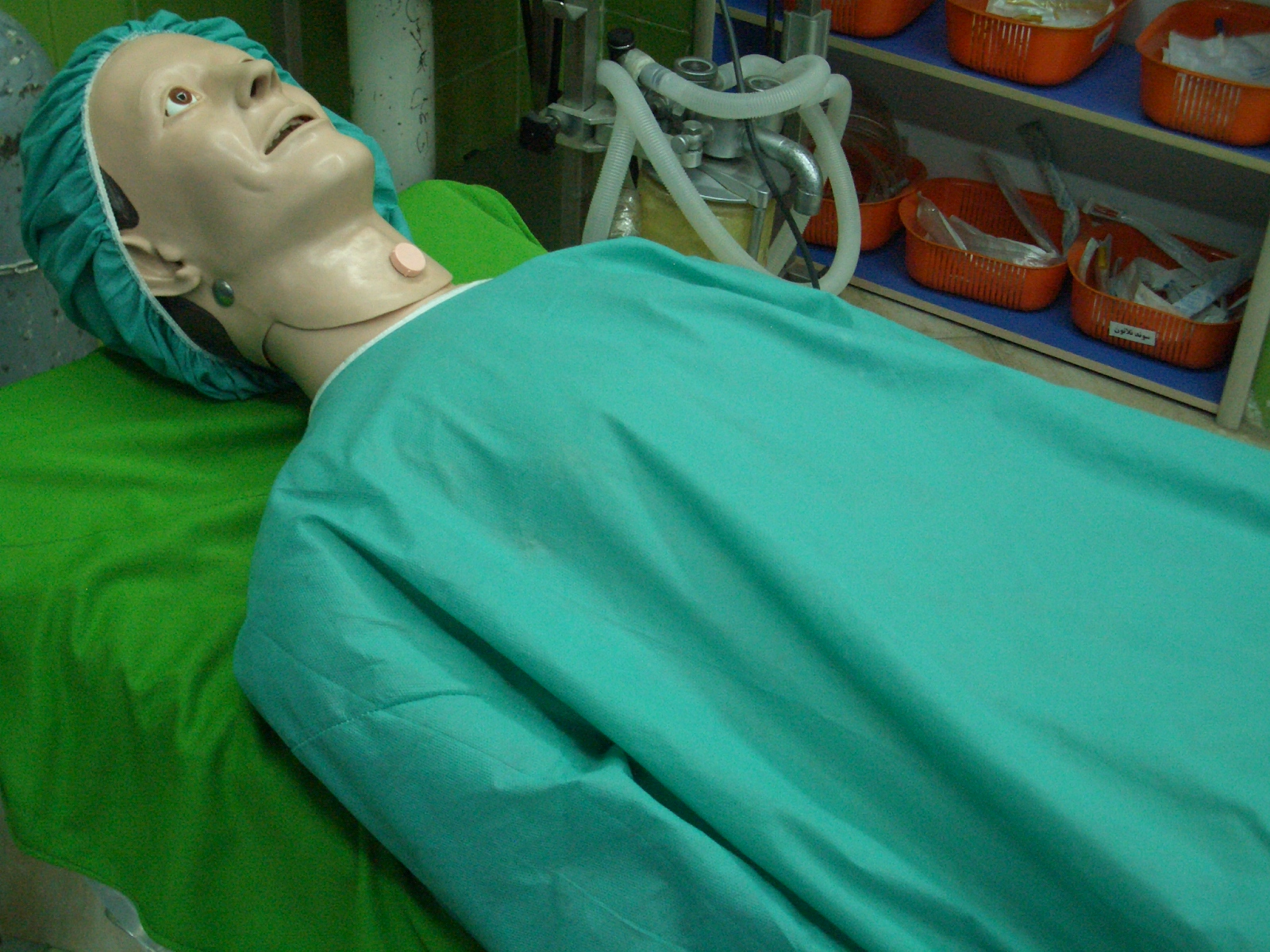
ماکت آموزشی قرار داده شده در حالت طاق‌باز

حالت بر پشت خوابیدن را اصطلاحاً طاق‌باز می‌گویند.

## در جراحی
قرارگیری طاق‌باز (به انگلیسی: Supine position) متداول‌ترین وضعیت در اعمال جراحی می‌باشد. بیمار به حالت صاف بر روی پشت قرار می‌گیرد در حالی که کف دست‌های وی در طرفین قرار گرفته باشد. زاویهٔ دست‌ها با تخت نباید بیش از ۹۰ درجه باشد لازم است ذکر شود که نقاط دارای انحناء، مانند پشت زانو و پشت مچ پا باید به وسیلهٔ بالشتک‌های کوچکی پر شود تا از وارد آمدن فشار به عروق و اعصاب آن نواحی جلوگیری شود، همچنین می‌توان با قرار دادن یک بالش کوچک در زیر سر، امتداد ستون فقرات را حفظ نمود
در عمل آپاندکتومی (برداشتن کامل آپاندیس)، ماستکتومی (برداشتن بافت پستان)، عمل قلب باز، عمل‌های چشمی و عمل‌های جلوی قفسهٔ سینه بیش‌ترین کاربرد را دارد.

## نقاط تحت فشار
- پس‌سر، شانه‌ها، مهره‌های گردنی، استخوان خاجی، دنبالچه، پشت زانو و ناحیه پشتی مچ پا فشار زیادی را تحمل می‌کنند.[۲]
- در صورت امکان باید نقاط تحت فشار را با یک پد مخصوص یا بالشتک‌های کوچک، محافظت کنیم تا سطح تماس با تخت افزایش بیابد.[۳]

## توجهات فیزیولوژیکی
- دراین وضعیت دستگاه تنفس دچار مشکل می‌شود چراکه حجم دم و بازدم کمتراز وضعیت ایستاده است.
- حجم خون وارده به قلب افزایش یافته، در نتیجه حجم خروجی هم افزوده می‌شود بنابراین این وضعیت در بیماران چاق و دارای مشکل قلبی می‌تواند باعث نارسایی قلبی شود.[۴]

## نگارخانه

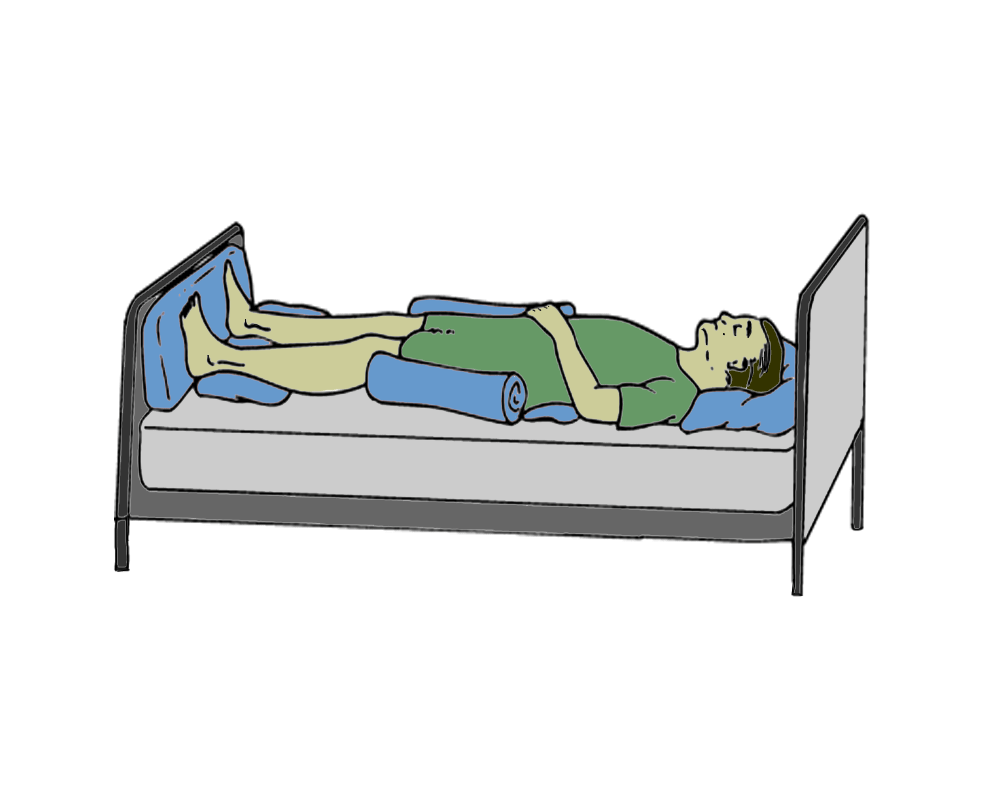
استراحت بیمار در حالت طاق‌باز
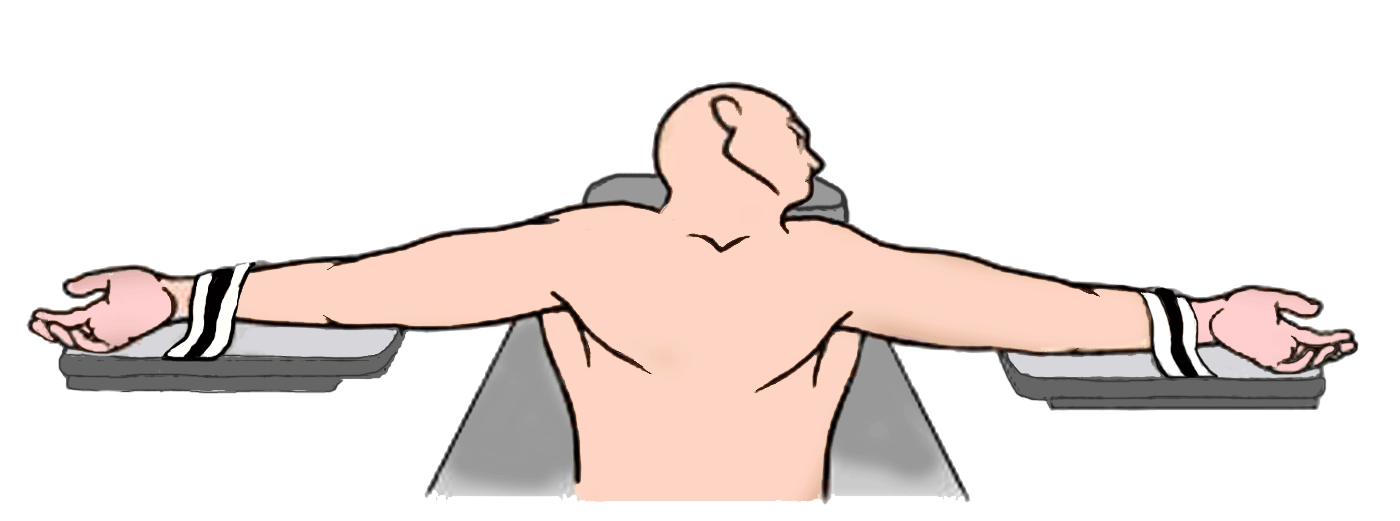
پوزیشن طاق‌باز بر روی تخت جراحی
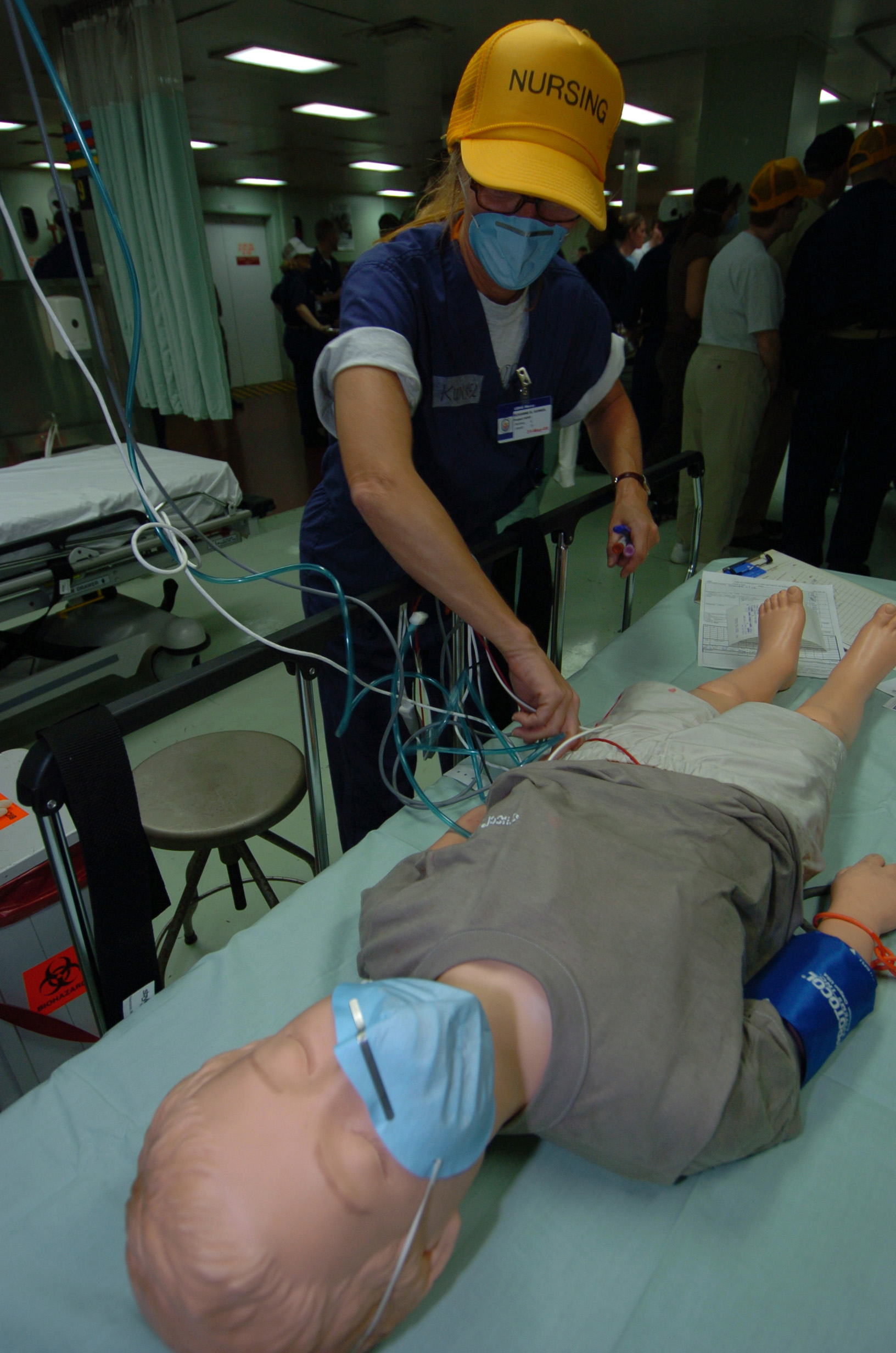
ماکت آموزشی که در وضعیت طاق‌باز قرار گرفته
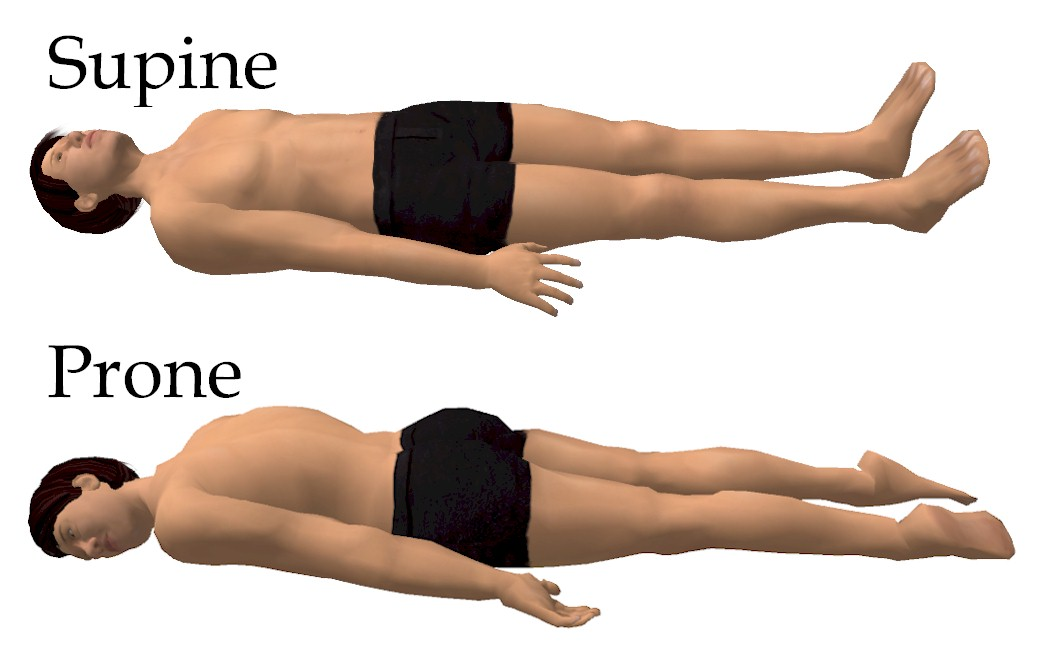
تفاوت میان پوزیشن طاق‌باز و دمرو